# Николаева, Ирина Вячеславовна
Ири́на Вячесла́вовна Никола́ева (род. 26 сентября 1983) — российская фигуристка-одиночница. Член сборной Российской Федерации с 1999 по 2002 год. Наивысшее достижение в чемпионате России — 5-е место в 2000 году.

## Биография
Ирина Николаева родилась 26 сентября 1983 года.
Заниматься фигурным катанием начала в 4 года в Сокольниках у тренера Нелли Петровны Малхасян. В 10 лет перешла в группу к Жанне Громовой, так как посчитала, что там будет больше шансов стать успешной фигуристкой.
Тренировалась на катке стадиона Юных пионеров. С ней в основной группе Громовой были Ирина Слуцкая, Кристина Обласова и Светлана Чернышёва.
Незадолго до своей смерти советский тренер Станислав Жук назвал Ирину Николаеву будущей олимпийской чемпионкой.
В 1998 году выступила на взрослом международном турнире Skate Israel, где заняла 6-е место.
В сезонах 1998/1999 и 1999/2000 выиграла несколько турниров юниорской серии Гран-при. Была победителем и призёром первенства России среди юниоров.
В 1999 году перешла от Громовой к тренеру Татьяне Анатольевне Тарасовой.
Тренировалась у Тарасовой в Соединённых Штатах Америки.
На Чемпионате России 2000 года заняла 5-е место, но весь сезон 2000/2001 годов пропустила из-за проблем с ногами.
Летом 2001 года вернулась обратно к Громовой и продолжила тренироваться на стадионе Юных пионеров.
Чемпионат России 2002 года провалила, заняв на нём последнее, 18-е место.
В 2006 году окончила Российский государственный университет физической культуры и спорта.
По состоянию на 2015 год работала тренером по фигурному катанию в ЦСКА.

## Спортивные достижения
| Международные                                      | Международные | Международные | Международные | Международные | Международные |
| Соревнование                                       | 1996/97       | 1997/98       | 1998/99       | 1999/00       | 2001/02       |
| -------------------------------------------------- | ------------- | ------------- | ------------- | ------------- | ------------- |
| Finlandia Trophy                                   |               |               |               |               | 8             |
| Skate Israel                                       |               |               | 6             |               |               |
| Международные юниорские                            |               |               |               |               |               |
| Чемпионат мира среди юниоров                       |               |               | 4             |               |               |
| Финал юниорского Гран-при                          |               |               | 4             | 6             |               |
| Этапы юниорского Гран-при: Канада                  |               |               |               | 1             |               |
| Этапы юниорского Гран-при: Франция                 |               |               | 1             |               |               |
| Этапы юниорского Гран-при: Германия                |               |               | 1             |               |               |
| Этапы юниорского Гран-при: Италия                  |               |               |               |               | 4             |
| Этапы юниорского Гран-при: Нидерланды              |               |               |               |               | 2             |
| Этапы юниорского Гран-при: Норвегия                |               |               |               | 2             |               |
| Российские                                         |               |               |               |               |               |
| Чемпионат России                                   | 8             | 8             | 8             | 5             | 18            |
| Примечание: Не выступала в сезоне 2000/2001 годов. |               |               |               |               |               |